# موريس لوري
موريس لوري (بالإنجليزية: Morris Lurie)‏ (30 أكتوبر 1938 في أستراليا - 8 أكتوبر 2014 في أستراليا)؛ كاتِب مُتخصِّص في أدب الأطفال وروائي أسترالي. درس في المعهد الملكي للتكنولوجيا في ملبورن.